# Harry Potter a vězeň z Azkabanu (film)
Harry Potter a vězeň z Azkabanu je britsko-americký film natočený podle stejnojmenné předlohy britské spisovatelky J. K. Rowlingové v roce 2004.

## Rozdíly od knihy
Oproti knize bylo pouze naznačeno spojení mezi Harryho otcem a Pobertovým plánkem, značně je zkrácena pasáž v Chroptící chýši. Nebyl vysvětlen způsob Siriusova útěku z Azkabanu. Ve vlaku, kde hlavní trojice cestovala s Lupinem, byli v knize i Ginny Weasleyová a Neville Longbottom. Vynechány jsou také famfrpálové zápasy Nebelvíru proti Zmijozelu a Havraspáru, i když právě v tomto díle Nebelvír konečně vyhrál famfrpálový pohár. V knize při hodině péče o kouzelné tvory přivede Hagrid 12 hipogryfů místo jednoho. Vynecháno je také mnoho vyučovacích hodin, vysvětlení, co to vlastně je Fideliovo zaklínadlo (neznalý knihy tak z filmu neví, jak měl vlastně Sirius Potterovy zradit). Také, když se Harry a Hermiona vrací v čase, v knize dávají velký pozor na to, aby do ničeho nezasahovali, ve filmu házejí kameny do Hagridovy boudy, vyjí, aby nalákali vlkodlaka. Vynechána je také Cho Changová a Harryho první setkání s ní.

## Obsazení
| Daniel Radcliffe         | Harry Potter             |
| Rupert Grint             | Ron Weasley              |
| Emma Watsonová           | Hermiona Grangerová      |
| Michael Gambon           | Albus Brumbál            |
| Maggie Smithová          | Minerva McGonagallová    |
| Robbie Coltrane          | Rubeus Hagrid            |
| Alan Rickman             | Severus Snape            |
| Gary Oldman              | Sirius Black             |
| David Thewlis            | Remus Lupin              |
| Bonnie Wright            | Ginny Weasleyová         |
| Tom Felton               | Draco Malfoy             |
| Josh Herdman             | Gregory Goyle            |
| Jamie Waylett            | Vincent Crabbe           |
| Matthew Lewis            | Neville Longbottom       |
| Oliver a James Phelpsovi | Fred a George Weasleyovi |
| Chris Rankin             | Percy Weasley            |
| Timothy Spall            | Petr Pettigrew           |
| Emma Thompsonová         | Sibylla Trelawneyová     |
| Richard Griffiths        | Vernon Dursley           |
| Fiona Shaw               | Petunie Dursleyová       |
| Pam Ferris               | Marge Dursleyová         |
| Harry Melling            | Dudley Dursley           |
| Robert Hardy             | Kornelius Popletal       |
| Miriam Margolyes         | Pomona Prýtová           |
| Warwick Davis            | Filius Kratiknot         |
| David Bradley            | Argus Filch              |
| Julie Christie           | Rosmerta                 |
| Mark Williams            | Arthur Weasley           |
| Julie Waltersová         | Molly Weasleyová         |
| Lee Ingleby              | Stan Silnička            |
| Devon Murray             | Seamus Finnigan          |
| Alfred Enoch             | Dean Thomas              |